# ガンバール
株式会社ガンバールは、日本の芸能事務所である。
自社スタジオでの写真撮影、インターネット番組の企画や配信、楽曲制作等の業務や、自社レーベル「Dream Color Records」からメジャー流通を用いた全国展開CDの発売も行っている。

## 概要
- 2015年11月、社長・池田大成のクリエイター業が多岐に渡りプロジェクトをグロスで受ける機会が多くなってきた事を受け法人化し、設立される。[1]
- 2016年8月、レーベル事業「Dream Color Records」を立ち上げる。第一弾CDとして、声優ユニット「マジック&メイデン」のCDを発売。[3]
- 2017年1月、マネージメント部門を発足。[4]
- 2018年、アイドルユニット「全力乙女団」のプロデュースを開始。[5]

## 所属タレント
- 五味茉莉伽

## かつて所属していた主なタレント
- あおきまお
- 池羽悠
- 加藤亜美
- 田口華有
- だれかなかな
- 暴風雪六花
- 前後まえ

## 所属クリエイター
- 池田大成 (クリエイティブディレクター)
- 鴨井学 (作曲家)
- オータケハヤト (作詞・作曲・編曲・ドラムプレイ・ドラムチューナー他)
- オオハシダイスケ (作詞・作曲・編曲・ベーシスト)
- 秋乃紅葉 (作詞・作曲)